# Теофіпольський район
Теофі́польський райо́н (у 1959–1962 роках — Мануїльський) — колишній район на заході Хмельницької області. Ліквідований внаслідок адміністративно-територіальної реформи 2020 року. Тепер — частина Хмельницького району.

## Загальні відомості
Центр — смт Теофіполь. Площа району становить 0,7 тис. км². Населення — 31,4 тис. мешканців (2004).
Межував на півночі з Білогірським, на північному сході з Ізяславським, на сході з Красилівським, на півдні Волочиським районами Хмельницької області, на заході з Тернопільською областю (Лановецький район).
Територією району течуть річки Жердя, Нірка, Полква, Семенівка, Хомора та інші, тут бере початок річка Случ (поблизу села Слуцьке).
У районі нараховувалось 2 селищних і 22 сільських ради; 2 смт і 53 села.

## Історія
Утворений 7 березня 1923 року з центром у Теофіполі у складі Шепетівської округи Волинської губернії.
- 1796—1923 — волость Старокостянтинівського повіту Волинської губернії Російської імперії.
- 1923—1930 — район Шепетівської округи Подільської губернії (до 1925) Української СРР.
- 1930—1932 — район республіканського підпорядкування
- 1932—1937 — район Вінницької області УСРР.
- 1937—1954 — район Кам'янець-Подільської області.
- 1954—1991 — район Хмельницької області Української СРР.
- 24.08.1991—17.07.2020 — район Хмельницької області України.

21 серпня 1924 року:
- приєднані Бережинецька, Турівська і Челгузівська сільради Ляховецького району;
- приєднані Пляховецька і Кузьминецька (без села Босовички) сільради Ізяславського району;
- до Базалійського району перечислені хутори Костанівка і Савицький.

3 лютого 1931 року до району приєднана територія ліквідованого Базалійського району.
27 лютого 1932 року увійшов до складу новоутвореної Вінницької області.
22 вересня 1937 переданий до новоутвореної Кам'янець-Подільської області.
30 грудня 1962 р. ліквідований, та поновлений 8 грудня 1966 року.
Ліквідований і приєднаний до Хмельницького району у 2020 році.

## Населення
Національний склад населення за даними перепису 2001 року:
| Національність | Кількість осіб | Відсоток |
| -------------- | -------------- | -------- |
| українці       | 31725          | 98,38%   |
| росіяни        | 266            | 0,82%    |
| вірмени        | 84             | 0,26%    |
| поляки         | 82             | 0,25%    |
| білоруси       | 25             | 0,08%    |
| інші           | 65             | 0,20%    |

Мовний склад населення за даними перепису 2001 року:
| Мова       | Кількість осіб | Відсоток |
| ---------- | -------------- | -------- |
| українська | 31885          | 98,88%   |
| російська  | 248            | 0,77%    |
| вірменська | 73             | 0,23%    |
| білоруська | 14             | 0,04%    |
| інші       | 27             | 0,08%    |

## Пам'ятки
Згідно з даними управління культури, туризму і курортів Хмельницької облдержадміністрації на території району перебуває 55 пам'яток історії. 51 з них увічнює пам'ять переможців радянсько-німецької війни, одна — переможців радянсько-української.

## Політика
25 травня 2014 року відбулися Президентські вибори України. У межах Теофіпольського району було створено 50 виборчих дільниць. Явка на виборах складала — 76,36 % (проголосували 17 707 із 23 190 виборців). Найбільшу кількість голосів отримав Петро Порошенко — 47,08 % (8 337 виборців); Юлія Тимошенко — 23,63 % (4 185 виборців), Олег Ляшко — 15,77 % (2 792 виборців), Анатолій Гриценко — 4,15 % (734 виборців). Решта кандидатів набрали меншу кількість голосів. Кількість недійсних або зіпсованих бюлетенів — 0,72 %. 